# Åsmund Sandland
Åsmund Olav Sandland (4 luglio 1949) è un ex calciatore norvegese, di ruolo centrocampista.

## Carriera

### Club
Sandland giocò per il Lyn Oslo dal 1969 al 1976, collezionando 117 presenze e 25 reti in campionato.

### Nazionale
Conta 2 presenze per la Norvegia. Esordì il 22 giugno 1971, nella sconfitta per 1-7 contro la Germania Ovest.